# Malaguenha
Malaguenha é um canto e uma dança típicos da região espanhola da Andaluzia (em especial na área de Málaga), enraizado no canto flamenco (flamengo). Não possui uma estrutura determinada e requer da parte do cantor uma imaginação e expressividade muito pessoais.
É acompanhada de violão e castanholas, chama-se resgueda ou punteada, conforme o acompanhamento de violão; engloba-se na designação genérica de fandango, que abrange a rondenha, a granadina e a murciana.